# Ronde van Picardië 2007
De 8ste editie van de Ronde van Picardië werd gehouden van 18 tot en met 20 mei 2007. Aan de start stonden 146 renners uit negentien ploegen, waarvan er 67 de ronde uitreden. Winnaar werd de Zuid-Afrikaan Robert Hunter, die ook de eerste etappe en het puntenklassement naar zijn hand zette.

## Startlijst
Cofidis-Le Crédit par Téléphone
- 1.  Nick Nuyens
- 2.  Kevin De Weert
- 3.  Nicolas Hartmann
- 4.  Yann Huguet
- 5.  Geoffroy Lequatre
- 6.  Sébastien Minard
- 8.  Christopher Sutton
- 10.  Tyler Farrar

Bretagne-Armor Lux
- 11.  Stéphane Bonsergent
- 12.  Antoine Dalibard
- 13.  Jean-Luc Delpech
- 14.  Sébastien Duret
- 15.  Guillaume Le Floch
- 16.  David Le Lay
- 17.  Noan Lelarge
- 18.  Yann Pivois

Crédit Agricole
- 21.  Jimmy Engoulvent
- 22.  Sébastien Hinault
- 23.  Jonathan Hivert
- 24.  Cyril Lemoine
- 25.  Jean-Marc Marino
- 26.  Mark Renshaw
- 27.  Pierre Rolland
- 28.  Yannick Talabardon

Française des Jeux
- 31.  Sébastien Chavanel
- 32.  Ludovic Auger
- 33.  Christophe Detilloux
- 34.  Thierry Marichal
- 35.  Bradley McGee
- 36.  Jérémy Roy
- 37. —
- 38. —

Quick Step-Innergetic
- 41.  Peter Van Petegem
- 42.  Serge Baguet
- 43.  Wilfried Cretskens
- 44.  Dmytro Hrabovsky
- 45.  Alessandro Proni
- 46.  Ivan Santaromita
- 47.  Davide Viganò
- 48.  Wouter Weylandt

Skil-Shimano
- 51.  Maarten Tjallingii
- 52.  Fabien Bacquet
- 53.  David Deroo
- 54.  Floris Goesinnen
- 55.  Clément Lhotellerie
- 56.  Jin Long
- 57.  Masahiro Shinagawa
- 58.  Kenny van Hummel

Agritubel
- 61.  Cédric Hervé
- 62.  Linas Balčiūnas
- 63.  Émilien-Benoît Bergès
- 64.  Hans Dekkers
- 65.  Romain Feillu
- 66.  Juan Miguel Mercado
- 67.  Anthony Ravard
- 68.  Benoît Sinner

Barloworld
- 71.  Robert Hunter
- 72.  Giosuè Bonomi
- 73.  Enrico Degano
- 74.  Aleksandr Jefimkin
- 75.  Fabrizio Guidi
- 76.  Paolo Longo Borghini
- 77.  James Lewis Perry
- 78.  Geraint Thomas

Bouygues Telecom
- 81.  Rony Martias
- 82.  Julien Belgy
- 83.  Stef Clement
- 84.  Aurélien Clerc
- 85.  Andy Flickinger
- 86.  Saïd Haddou
- 87.  Vincent Jérôme
- 88.  Erki Pütsep

Jartazi Promo Fashion
- 91.  Janek Tombak
- 92.  Mathieu Criquielion
- 93.  Denis Flahaut
- 94.  Vytautas Kaupas
- 95.  Sven Nevens
- 96.  Geert Omloop
- 97.  Mindaugas Striska
- 98.  Jarno Van Mingeroet

Team LPR
- 101.  Maurizio Bellin
- 102.  Roberto Traficante
- 103.  Daniele Callegarin
- 104.  Walter Proch
- 106.  Samuele Marzoli
- 107.  Alessandro Maserati
- 108.  Daniele Nardello
- 110.  Luca Solari

Team Slipstream
- 112.  Steven Cozza
- 113.  Michael Friedman
- 114.  William Frischkorn
- 115.  Benjamin Johnson
- 116.  Craig Lewis
- 117.  Kilian Patour
- 118.  Taylor Tolleson
- 119.  Peter Stetina

Ag2R Prevoyance
- 121.  Jean-Patrick Nazon
- 122.  Martin Elmiger
- 123.  David Navas
- 124.  Stéphane Poulhiès
- 125.  Blaise Sonnery
- 126.  Ludovic Turpin
- 127. —
- 128. —

Auber 93
- 131.  Niels Brouzes
- 132.  Christophe Diguet
- 133.  Mathieu Drujon
- 134.  Maxime Méderel
- 135.  Guillaume Levarlet
- 136.  Jean Mespoulede
- 137.  Florian Morizot
- 138.  Renaud Pioline

Predictor-Lotto
- 141.  Leif Hoste
- 142.  Wim De Vocht
- 143.  Olivier Kaisen
- 144.  Björn Leukemans
- 145.  Roy Sentjens
- 147.  Greg Van Avermaet
- 148.  Wim Vansevenant
- 149.  Nic Ingels

Chocolade Jacques-Topsport
- 151.  Niko Eeckhout
- 152.  Koen Barbé
- 153.  Glenn D'Hollander
- 154.  Benny De Schrooder
- 155.  Pieter Ghyllebert
- 156.  Kenny Lisabeth
- 157.  Steve Schets
- 158.  Evert Verbist

Ceramica Panaria-Navigare
- 161.  Guillermo Bongiorno
- 162. —
- 163.  Tiziano Dall'Antonia
- 164.  Serhij Matvjejev
- 165. —
- 166.  Miguel Ángel Rubiano
- 167.  Filippo Savini
- 168.  Francesco Tomei

Roubaix Lille Metropole
- 171.  Ludovic Capelle
- 172.  Anthony Colin
- 173.  David Derepas
- 174.  Jawhen Hoetarovitsj
- 175.  Mickael Larpe
- 176.  Arnaud Lesvenan
- 177.  Cédric Pineau
- 178.  Jean Zen

Landbouwkrediet-Tonissteiner
- 181.  David Boucher
- 182.  Frédéric Amorison
- 183.  Ed Clancy
- 184.  Sjef De Wilde
- 185.  Paul Manning
- 186.  Rob Peeters
- 187.  Wouter Van Mechelen
- 188.  James Vanlandschoot

## Etappe-overzicht
| etappe | datum  | start                | eindstreep             | afstand | winnaar            | land        |
| ------ | ------ | -------------------- | ---------------------- | ------- | ------------------ | ----------- |
| 1      | 18 mei | Bohain-en-Vermandois | Albert                 | 176 km  | Robert Hunter      | Zuid-Afrika |
| 2      | 19 mei | Airaines             | Ribécourt-Dreslincourt | 191 km  | Mark Renshaw       | Australië   |
| 3      | 20 mei | Lacroix-Saint-Ouen   | Soissons               | 93,5 km | Sébastien Chavanel | Frankrijk   |
| 4      | 20 mei | Belleu               | Laon                   | 91,5 km | Janek Tombak       | Estland     |
| Totaal | Totaal | Totaal               | Totaal                 | 552 km  | Robert Hunter      | Zuid-Afrika |

## Rituitslagen

### Eerste etappe
- Bohain-en-Vermandois > Albert - 176 km

Het peloton onderhoudt een stevig tempo in deze eerste etappe. De eerste aanvaller van de dag is Andy Flickinger na elf kilometer. Hij neemt een voorsprong van vijftien seconden, voordat hij wordt ingelopen door Jérémy Roy, Alessandro Proni en Maurizio Bellin. Dit viertal bouwt gestaag een voorsprong op tot zeven minuten na 61 kilometer. Dit tijdverschil stabiliseert, en Flickinger pakt de eerste premiesprint voor Bellin en Proni.
Bij het naderen van de ravitaillering voert het peloton het tempo op en komt terug tot zo'n vijf minuten achterstand na 81 km.  Door de versnelling breekt het peloton in verschillende stukken, maar de vier houden stand.
De Cofidis ploeg voert het tempo aan kop van het peloton nog verder op en brengt het verschil terug tot twee minuten na 132 km. Een groep van 22 renners rijdt weg van het peloton, en achterhaalt de vier koplopers bij km 142. Bij de eerste passage van de finishlijn wint Robert Hunter de tweede bonificatiesprint voor Fabrizio Guidi en Greg Van Avermaet. Een tweede grote groep volgt op 20, een derde op 1'20.
De kopgroep van 26 houdt het tempo in de plaatselijke ronde hoog. Roy probeert nog weg te komen, maar hij krijgt hooguit een paar meter. Op tien kilometer van de meet zetten de ploegen van de sprinters zich op kop. Cofidis en Barloworld, beide zwaar vertegenwoordigd, brengen hun sprinter in stelling. Barloworld is van deze twee het efficiëntst. Met Hunter en Guidi pakken ze de eerste twee plaatsen. Flickinger, de initiatiefnemer van de vlucht, wordt beloond met de prijs voor de strijdlustigste renner.
| Bohain-en-Vermandois – Albert (176 km) |                  |                       |          |
| Plaats                                 | Naam             | Ploeg                 | Tijd     |
| Winnaar                                | Robert Hunter    | Team Barloworld       | 4u00'44" |
| 2                                      | Fabrizio Guidi   | Team Barloworld       | + 5"     |
| 3                                      | Alessandro Proni | Quick Step Innergetic | + 8"     |
| 4                                      | Andy Flickinger  | Bouygues Telecom      | + 10"    |
| 5                                      | Maurizio Bellin  | Team LPR              | + 11"    |

### Tweede etappe
- Airaines > Ribécourt-Dreslincourt - 191 km

De tweede etappe gaat opnieuw snel van start. De aanvallen volgen elkaar snel op, en al na acht kilometer slagen zes renners erin weg te komen. Yann Pivois, Stef Clement, Mathieu Criquielion, Alessandro Maserati, Daniele Nardello en Leif Hoste bouwen gestaag aan hun voorsprong. Door het hoge tempo breekt het groepje in twee en Clement, Hoste en Maserati nemen verder afstand. Hun maximale voorsprong bedraagt 4'40 na 83 km. Op kop van het peloton controleert de ploeg Barloworld om de gele leiderstrui van kopman Robert Hunter te beschermen.
De drie houden hun voorsprong vast tot aan de ravitaillering (km 101). Tien kilometer verderop ligt de streep voor de bonificatiesprint. Maserati wint voor Hoste en Clement. De drie leveren hier plots 30" van hun voorsprong in. Bij km 129 heeft Barloworld het peloton teruggebracht tot 3'15. Hoste verdappert en lost Clement en Maserati. Het peloton nadert tot op 2'40.
Bij het ingaan van de plaatselijke ronde heeft Hoste nog 40" op Clement en Maserati, en volgt het peloton op bijna drie minuten. Bij de eerste finishpassage heeft Hoste nog 2'10 op het peloton dat Clement en Maserati heeft opgeslokt. Barloworld voert het tempo in de plaatselijke ronde verder op, daarin geholpen door Quick Step. Hoste verliest geleidelijk aan terrein en wordt ingelopen met nog zo'n tien kilometer te gaan. Hij ziet z'n inspanningen nog wel beloond met de prijs voor de strijdlust.
Op vier kilometer van de meet waagt David Le Lay zijn kans, maar hij wordt snel teruggepakt door Bradley McGee vlak voor het peloton beiden terughaalt. Bij het ingaan van de laatste kilometer komen de sprintersploegen weer in stelling. Mark Renshaw gaat op tweehonder meter. Hij haalt het voor Hunter, die leider blijft in het algemeen klassement.
| Airaines – Ribécourt-Dreslincourt (191 km) |                     |                         |          |
| Plaats                                     | Naam                | Ploeg                   | Tijd     |
| Winnaar                                    | Mark Renshaw        | Crédit Agricole         | 4u25'36" |
| 2                                          | Robert Hunter       | Team Barloworld         | z.t.     |
| 3                                          | Wouter Weylandt     | Quick Step Innergetic   | z.t.     |
| 4                                          | Jawhen Hoetarovitsj | Roubaix Lille Métropole | z.t.     |
| 5                                          | Mathieu Drujon      | Auber 93                | z.t.     |

### Derde etappe
- Lacroix-Saint-Ouen > Soissons - 93,5 km

Het startschot voor de derde etappe valt voor 138 renners. De etappe kent, op het door de regen glad geworden parcours, een nerveuze start. Steven Cozza wordt gedwongen tot een opgave door een val in deze eerste kilometers. Vooraan wordt volop aangevallen, maar zonder succes. Totdat David Boucher ervandoor gaat, en Pierre Rolland meekrijgt. Met z'n tweeën blijven ze zo'n vijf kilometer 10" voor het jagende peloton uitrijden.
Het peloton onderhoudt onder aanvoering van de ploeg Barloworld een meedogenloos tempo. Olivier Kaisen, Sébastien Minard en Sébastien Hinault wagen hun kans bij km 63. Kaisen en Hinault worden snel teruggepakt, maar Minard zet zijn inspanning door, in gezelschap van Janek Tombak. Ze komen tot een voorsprong van 15", maar Barloworld zorgt dat het peloton onverbiddelijk zal terugkomen.
De twee houden hun voorsprong stabiel tot de eerste doorkomst (km 83). Tombak, daarachter Minard, en het peloton op 10". In de plaatselijke ronde wordt het gaatje dichtgereden. Andy Flickinger probeert het nog, maar tevergeefs. Het wordt opnieuw een massasprint. Sébastien Chavanel haalt het hierin voor Mark Renshaw en Wouter Weylandt. Robert Hunter behoudt zijn gele trui als leider in het algemeen klassement.
| Lacroix-Saint-Ouen – Soissons (93,5 km) |                    |                              |          |
| Plaats                                  | Naam               | Ploeg                        | Tijd     |
| Winnaar                                 | Sébastien Chavanel | La Française des Jeux        | 2u01'29" |
| 2                                       | Mark Renshaw       | Crédit Agricole              | z.t.     |
| 3                                       | Wouter Weylandt    | Quick Step Innergetic        | z.t.     |
| 4                                       | David Boucher      | Landbouwkrediet Tonnisteiner | z.t.     |
| 5                                       | Sébastien Hinault  | Crédit Agricole              | z.t.     |

### Vierde etappe
- Belleu > Laon - 91,5 km

Het peloton begint gegroepeerd aan deze korte, afsluitende, etappe. Maarten Tjallingii van de Skil-Shimano ploeg gaat er na elf kilometer echter alleen vandoor, en pakt 1'50". De renners van Barloworld kunnen andermaal aan de bak om de wedstrijd te contrôleren. Ze nestelen zich aan kop van het peloton en onderhouden een strak tempo in de achtervolging. De voorsprong van de eenzame vluchter loopt dan ook gestaag terug. Na 56 km heeft hij nog één minuut over, en bij de eerste doorkomst van de finishlijn (km 68) is hier nog 40" van over. Door bonificatieseconden die Tjallingii onderweg heeft opgeraapt nadert hij gevaarlijk dicht in het algemeen klassement op leider Robert Hunter. Tjallingii probeert uit alle macht uit de greep van het peloton te blijven, maar het heuvelachtige parcours is niet in het voordeel van een eenzame vluchter. De inspanningen van Tjallingii zijn onverbiddelijk tevergeefs. Ook de prijs voor de strijdlust is hem niet gegund, want die zal naar Janek Tombak gaan.
Met nog twintig kilometer te rijden wordt Tjallingii ingelopen. De ploeggenoten van Hunter, trekken de wedstrijd naar zich toe. Ze sturen aan op het bij elkaar houden van het peloton voor een volgende massasprint. Een scenario waarbij Hunter zich zeker weet van de eindoverwinning. Jimmy Engoulvent legt zich hier nog niet bij neer, en gaat in de aanval. Op vijf kilometer van de streep wordt hij teruggepakt. Voor Janek Tombak het moment om zijn aanval te plaatsen. De Est is uit op een dubbelslag: én de rit, én de eindoverwinning. Hij staat op slechts 16" en mag hopen, door te rapen bonificatieseconden, Hunter de zege te ontfutselen. Tombak houdt stand tegen het jagende peloton en wint de rit. Maar zijn voorsprong op de streep is slechts zeven seconden. Met zes seconden bonificatie loopt hij 13" in op Hunter, en komt daarmee drie luttele seconden tekort. Robert Hunter heerste van begin tot eind in deze Ronde van Picardië, en wordt onbetwist eindwinnaar in het algemeen en puntenklassement.
| Belleu – Laon (91,5 km) |                   |                   |          |
| Plaats                  | Naam              | Ploeg             | Tijd     |
| Winnaar                 | Janek Tombak      | Jartazi           | 2u11'31" |
| 2                       | Alessandro Proni  | Quick Step        | + 2"     |
| 3                       | Martin Elmiger    | AG2R Prévoyance   | + 4"     |
| 4                       | Sébastien Hinault | Crédit Agricole   | + 7"     |
| 5                       | Greg Van Avermaet | Predictor - Lotto | z.t.     |

## Eindklassementen
| Algemeen klassement |                    |                   |           |
| Plaats              | Naam               | Ploeg             | Tijd      |
| Gele trui           | Robert Hunter      | Barloworld        | 12u39'21" |
| 2                   | Janek Tombak       | Jartazi           | + 3"      |
| 3                   | Alessandro Proni   | Quick Step        | + 5"      |
| 4                   | Fabrizio Guidi     | Barloworld        | + 11"     |
| 5                   | Roy Sentjens       | Predictor - Lotto | + 16"     |
| 6                   | Greg Van Avermaet  | Predictor - Lotto | + 17"     |
| 7                   | Sébastien Minard   | Cofidis           | z.t.      |
| 8                   | Romain Feillu      | Agritubel         | + 18"     |
| 9                   | Andy Flickinger    | Bouygues Telecom  | + 19"     |
| 10                  | William Frischkorn | Team Slipstream   | + 17"     |

| Puntenklassement |                   |                   |        |
| Plaats           | Naam              | Ploeg             | Punten |
| Groene trui      | Robert Hunter     | Barloworld        | 58     |
| 2                | Wouter Weylandt   | Quick Step        | 54     |
| 3                | Greg Van Avermaet | Predictor - Lotto | 49     |

| Ploegenklassement |                       |           |
| Plaats            | Ploeg                 | Tijd      |
|                   | Team Barloworld       | 38u00'19" |
| 2                 | Cofidis               | + 01'59"  |
| 3                 | La Française des Jeux | + 03'23"  |

2000 · 2001 · 2002 · 2003 · 2004 · 2005 · 2006 · 2007 · 2008 · 2009 · 2010 · 2011 · 2012 · 2013 · 2014 · 2015 · 2016